# Jennita
La jennita és un mineral de la classe dels silicats. Rep el seu nom en honor del Coronel de l'exèrcit dels Estats Units Clarence Marvin Jenni (1896-1973), conservador del Museu de Geologia de la Universitat de Missouri des del 1960 fins al 1967, tot i que es va mantenir actiu com a curador des de la retirada fins que va morir uns anys després. Va ser el descobridor del mineral.

## Característiques
La jennita és un silicat de fórmula química Ca₉(Si₃O₉)₂(OH)₆(H₂O)₈. Cristal·litza en el sistema triclínic. La seva duresa a l'escala de Mohs és 3,5.
Segons la classificació de Nickel-Strunz, la jennita pertany a «09.DG - Inosilicats amb 3 cadenes senzilles i múltiples periòdiques» juntament amb els següents minerals: bustamita, ferrobustamita, pectolita, serandita, wol·lastonita, wol·lastonita-1A, cascandita, plombierita, clinotobermorita, riversideïta, tobermorita, foshagita, paraumbita, umbita, sørensenita, xonotlita, hil·lebrandita, zorita, chivruaïta, haineaultita, epididimita, eudidimita, elpidita, fenaksita, litidionita, manaksita, tinaksita, tokkoïta, senkevichita, canasita, fluorcanasita, miserita, frankamenita, charoïta, yuksporita i eveslogita.

## Formació i jaciments
Va ser descoberta a les pedreres de Crestmore, al comtat de Riverside, a l'estat de Califòrnia, als Estats Units. També ha estat descrita en altres localitats de França, Alemanya, Israel, Itàlia, Japó, Jordània, Mèxic, Noruega, Rússia, Eslovàquia, Sud-àfrica i Uganda.